# Industriada
Industriada – coroczne święto i główne wydarzenie promujące Szlak Zabytków Techniki Województwa Śląskiego. Jest to największy jednodniowy festiwal kultury dziedzictwa poprzemysłowego w Europie Środkowo-Wschodniej. Odbywa się co roku w czerwcu na terenie województwa śląskiego w obiektach należących do Szlaku Zabytków Techniki, od 2013 r. również w tzw. „obiektach zaprzyjaźnionych”. W trakcie Industriady promuje się kulturę industrialną jako wyróżniający atrybut regionu i atrakcyjną ofertę spędzania czasu wolnego. Industriada jest adresowana głównie do mieszkańców województwa.
Podmiotem odpowiedzialnym za organizację, koordynację i promocję Industriady do 2020 roku był referat promocji dziedzictwa industrialnego Wydziału Kultury Urzędu Marszałkowskiego Województwa Śląskiego, a od lutego 2020 jest nim Muzeum Górnictwa Węglowego w Zabrzu. Muzeum zapewnia wsparcie merytoryczne i kompleksową promocję, wraz z obiektami wybiera motyw przewodni, wyłania w drodze przetargu agencje prowadzące działania marketingowe. Przy wsparciu Górnośląskiego Związku Metropolitalnego oraz Kolei Śląskich na dzień festiwalu udostępniony zostaje system bezpłatnego transportu. Za organizację, logistykę, przebieg, zabezpieczenie, bezpieczeństwo oraz ubezpieczenie poszczególnych wydarzeń organizowanych w ramach Industriady odpowiadają właściciele lub prawni zarządcy obiektów należący do Szlaku Zabytków Techniki i „obiektów zaprzyjaźnionych” biorących udział w festiwalu. Na potrzeby kampanii promocyjnej stworzono tzw. zoboty, będące bohaterami tego święta.
Pomysł Industriady został zainspirowany niemieckim wydarzeniem o nazwie „ExtraSchicht”, organizowanym od 2001 roku w Zagłębiu Ruhry.

## Edycje Industriady
| Edycja | Data          | Temat przewodni               | Industriada w liczbach                                                        | Uwagi |
| ------ | ------------- | ----------------------------- | ----------------------------------------------------------------------------- | --- |
| I      | 12.06.2010    | -                             | 23 miejscowości 40 obiektów blisko 29 tys. uczestników                        | Wydarzenie to było ukoronowaniem dwuletnich działań związanych z komercjalizacją i wdrażaniem planu marketingowego dla Szlaku Zabytków Techniki. Było to wydarzenie kulturalno-rozrywkowe o charakterze jednodniowego festiwalu, Program obejmował m.in. koncerty, występy artystyczne, fabularyzowane formy zwiedzania, konkursy, zawody sportowe oraz degustacje. Specjalnie na tę okazję wprawiono w ruch stare maszyny, a pracownicy obiektów przebrali się w historyczne stroje. Przedsięwzięcie okazało się wielkim sukcesem. Statystyki pokazały, iż liczba odwiedzających tego dnia w niektórych obiektach była porównywalna z tą, którą zwykle odnotowują one przez okres 4 miesięcy roku. |
| II     | 11.06.2011    | -                             | 24 miejscowości 34 obiekty 350 godzin wydarzeń ponad 54 tys. uczestników      | W czasie Industriady odbyły się między innymi takie wydarzenia jak: wystawy, koncerty, biegi plenerowe, gry miejskie, pokazy sztucznych ogni, nauka jazdy lokomotywą, turniej gry w boule, rajdy rowerowe i samochodowe, budowanie zobotów, lot balonem, wypuszczenie w niebo 36 lampionów symbolizujących wszystkie obiekty Szlaku Zabytków Techniki oraz pierwszy w Polsce symultaniczny koncert na Trzy Szyby międzynarodowej Grupy Johny Freelance Experience. |
| III    | 30.06.2012    | Światło                       | 22 miasta 36 obiektów 300 godzin wydarzeń 228 imprez 62 070 uczestników.      | Wśród atrakcji festiwalu były między innymi: 43 koncerty, 30 specjalnie przygotowanych wystaw, 22 warsztaty artystyczne, 13 wydarzeń sportowych, 7 pokazów teatralnych, 4 miasteczka Discovery Channel, 2 gry miejskie, 2 gry muzealne, 2 rajdy z udziałem samochodów zabytkowych, 1 rajd motocyklowy, 1 plaża umieszczona 320 m pod ziemią. W trakcie Industriady kursowało 14 bezpłatnych autobusów łączących wybrane obiekty. |
| IV     | 8.06.2013     | Energia                       | 24 miejscowości 34 obiekty 336 godzin wydarzeń 271 imprez 75 tys. uczestników | W czasie Industriady miało miejsce 40 koncertów, 24 wystawy, 19 warsztatów artystycznych, 13 różnych pokazów, 10 wydarzeń teatralnych, 9 projekcji filmowych, 8 instalacji artystycznych, 7 mappingów, 3 pikniki naukowe. Po raz pierwszy w Industriadzie, oprócz obiektów wpisanych na szlak, uczestniczyły tzw. „obiekty zaprzyjaźnione”. |
| V      | 14.06.2014    | -                             | 43 obiekty ponad 77 tys. uczestników                                          | W Industriadzie uczestniczyło 9 obiektów zaprzyjaźnionych |
| VI     | 13.06.2015    | Praca                         | 42 obiekty 27 miast 372 wydarzenia ok. 80 tys. uczestników                    | Po raz pierwszy odbył się "Rozruch maszyn" – cykl imprez w wieczór poprzedzający Industriadę. |
| VII    | 11.06.2016    | Legendy przemysłowe           | 44 obiekty 27 miast 376 wydarzeń blisko 90 tys. uczestników                   | "Rozruch maszyn" miał miejsce w Galerii Sztuki Współczesnej „Elektrownia” w Czeladzi (spektakl Teatru Titanik z Niemiec), "Finał Industriady" odbył się na terenie Muzeum Ślaskiego (widowisko multimedialne „Rasa. Pieśni antracytu”). Po raz pierwszy w organizację bezpłatnego transportu włączył się KZK GOP udostępniając swoje linie autobusowe. |
| VIII   | 10.06.2017    | W rytmie maszyny              | 47 obiektów 28 miast 537 wydarzeń ponad 84 tys. uczestników                   | 9 czerwca w 7 obiektach (na terenie Bytomia, Chorzowa, Cieszyna, Katowic, Siemianowic Śląskich oraz Zabrza) odbył się "Rozruch maszyn". Hitem "rozruchu" było widowisko muzyczne INDUinstrument – Historia rytmu, zaprezentowane na terenie wokół szybu "Prezydent" w Chorzowie. Finał Industriady miał miejsce w Gliwicach, przy Oddziale Odlewnictwa Artystycznego. Był to spektakl Teatru Tol z Belgii "Podniebna podróż". Bezpłatną komunikację w trakcie Industriady zapewniły KZK GOP, MZK Tychy oraz Koleje Śląskie oraz 5 dodatkowych sieci transportowych. |
| IX     | 9.06.2018     | Industria jest kobietą        | 44 obiekty 25 miast 517 wydarzeń niemal 100 tys. uczestników                  | Oficjalny „Rozruch maszyn” miał miejsce w Zabytkowej Kopalni Srebra w Tarnowskich Górach. W „Rozruchu” brały udział również EC Szombierki w Bytomiu, Browar Zamkowy Cieszyn w Cieszynie, Szyb Prezydent w Chorzowie, przystań na Kanale Gliwickim, Muzeum Energetyki w Łaziskach Górnych, Park Tradycji w Siemianowicach Śląskich oraz Szyb „Maciej" w Zabrzu. Finałem Industriady było multimedialne widowisko "Kobiety grają Industrię" na terenie zabytkowej kopalni "Ignacy" w Rybniku". Dodatkowym wydarzeniem było "Ładowanie akumulatorów" – podróż kolejową obwodnicą Górnego Śląska zorganizowana przez Koleje Śląskie dzień po Industriadzie. W czasie Industriady można było bezpłatnie podróżować wszystkimi liniami autobusowymi i tramwajowymi KZK GOP i MZK Tychy, jak również zorganizowany był transport dodatkowy. |
| X      | 7-8-9.06.2019 | INDU-bal                      | 42 obiekty 26 miast                                                           | Dziesiąta, jubileuszowa edycja Industriady przebiegła pod hasłem wspólnej zabawy na INDU-balu. Oficjalna inauguracja odbyła się 7 czerwca w Starej Fabryce w Bielsku-Białej, finał (widowisko multimedialne INDUNAUCI) 8 czerwca na terenie Muzeum Śląskiego. Wyjątkowo Industriada została przedłużona na trzeci dzień (9 czerwca), kiedy to pod hasłem "Niedziela u Przemysłowca" można było zwiedzać pałace w Koszęcinie, Nakle Śląskim, Pławniowicach, Pszczynie, Sosnowcu i Świerklańcu. Obiektami zaprzyjaźnionymi zostały w 2019 roku: osiedle patronackie Huty Silesia w Rybniku, Stacja Biblioteka w Rudzie Śląskiej (stacja kolejowa Ruda Chebzie) oraz Śluza Rudziniec na Kanale Gliwickim. |
| XI     | 26.09.2020    | Natura w przemyśle            | 36 obiektów, 23 miejscowości, 301 wydarzeń                                    | 11 edycja Industriady odbyła się pod hasłem Natura w przemyśle. Związek pomiędzy tymi dwoma światami sięga początków przemysłowej działalności człowieka. Natura i industrialny charakter Śląska są nierozłączne. Wszystkie cztery żywioły odgrywały przecież kluczową rolę w pracy i codziennym życiu górników, hutników oraz robotników. Era przemysłowej rewolucji to dla człowieka koniec pewnej epoki, kiedy życie toczyło się zgodnie z rytmem pór roku. Jednak w halach fabryk oraz w podziemnych korytarzach relacja natury z przemysłem była bardzo bliska – oba te światy jednocześnie uzupełniały się i rywalizowały ze sobą. A w centrum tego wszystkiego był nie kto inny, jak człowiek! Obiektami zaprzyjaźnionymi w 2020 roku zostały: Stacja Biblioteka, Ruda Śląska oraz Przystań Marina Gliwice                    |
| XII    | 11.09.2021    | Technika. To Was zaskoczy!    | 33 obiekty, 25 miejscowości, 283 wydarzenia, 10 Hitów                         | |
| XIII   | 3.09.2022     | Po szychcie. Czas na fajrant! | 41 obiektów, 25 miejscowości, 350 wydarzeń, 10 Hitów                          | |

## Nagrody dla festiwalu

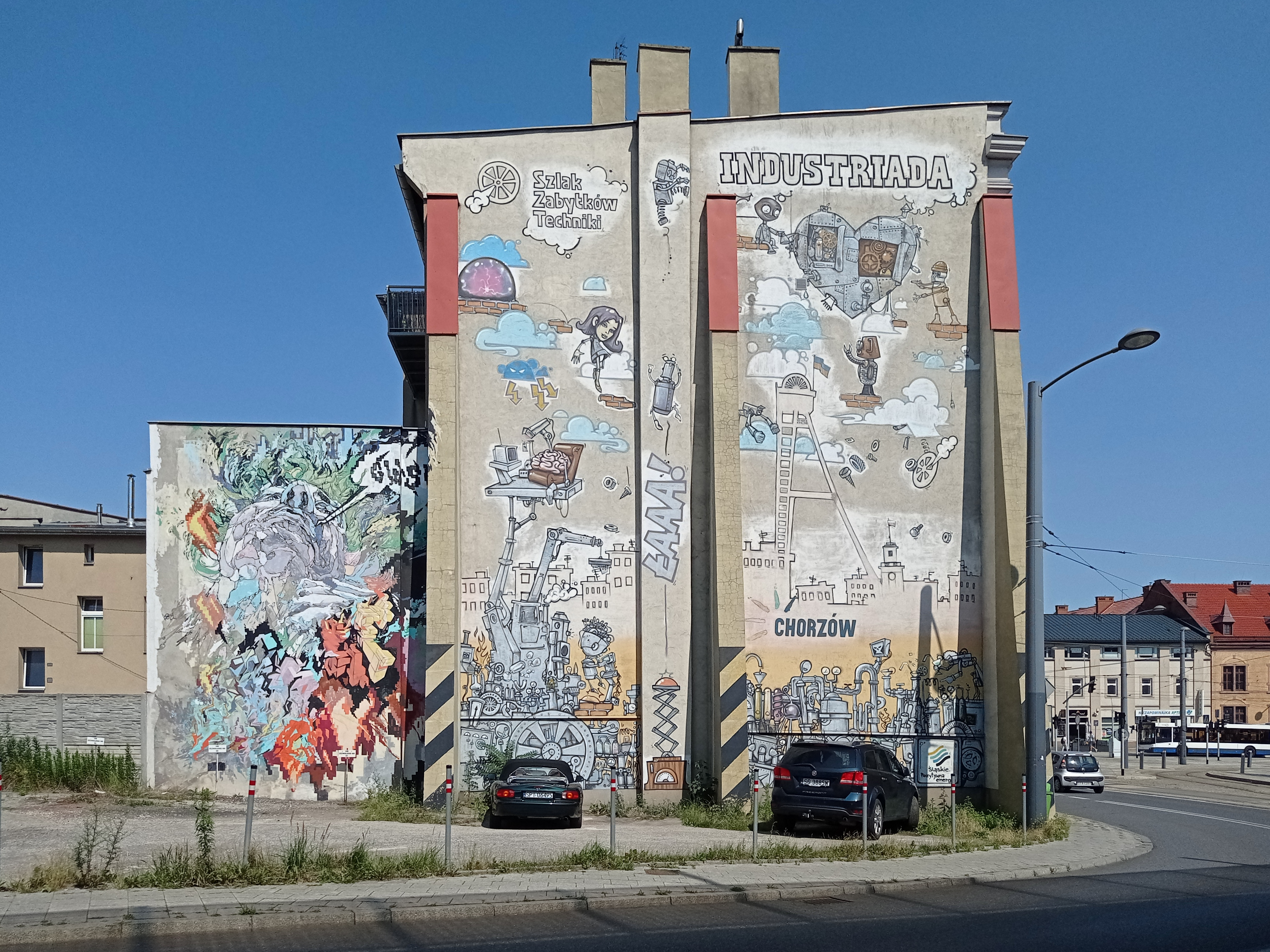
Mural w Chorzowie upamiętniający Industriadę (2022)

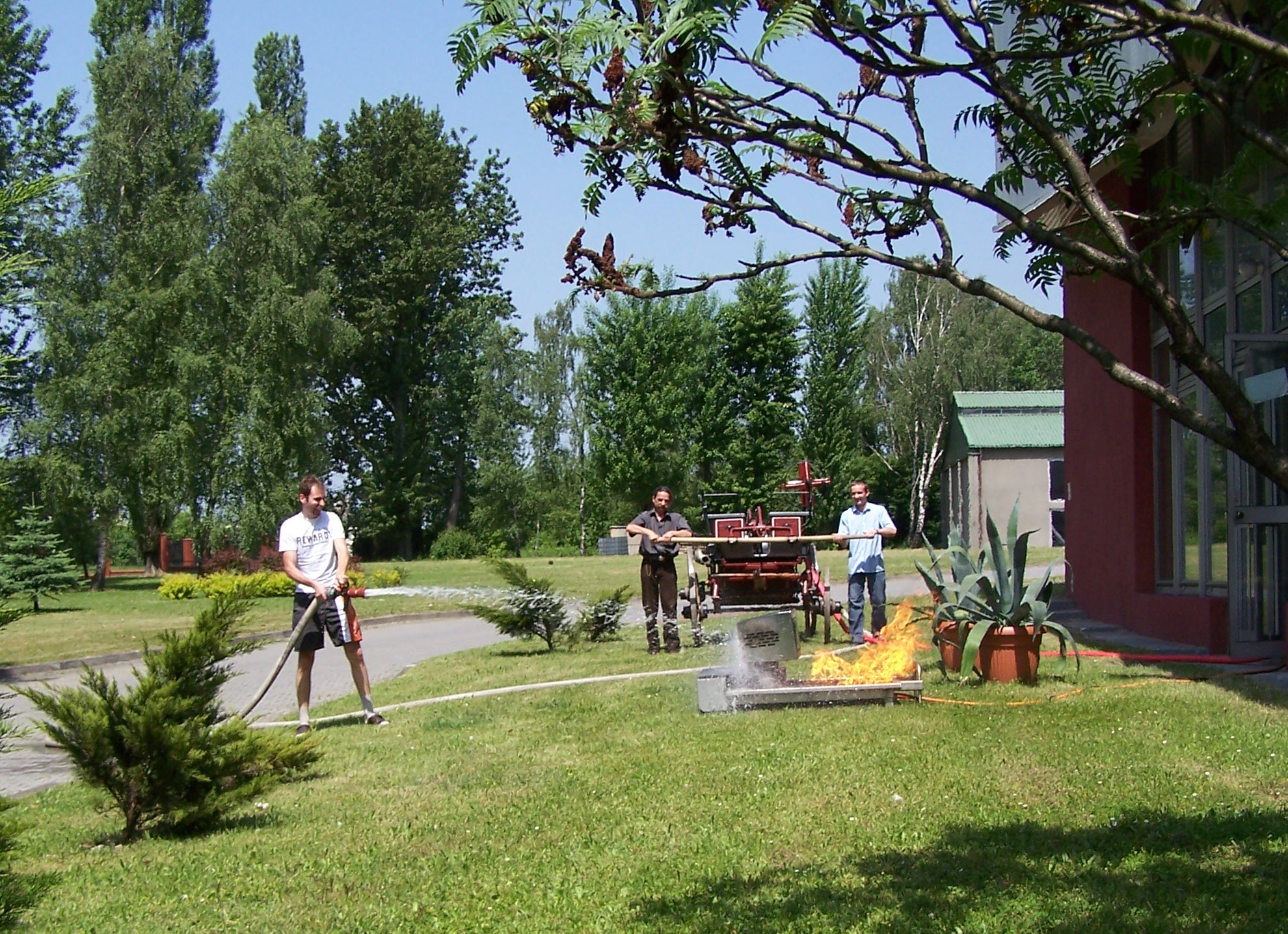
Gaszenie zainscenizowanego pożaru podczas I edycji Industriady

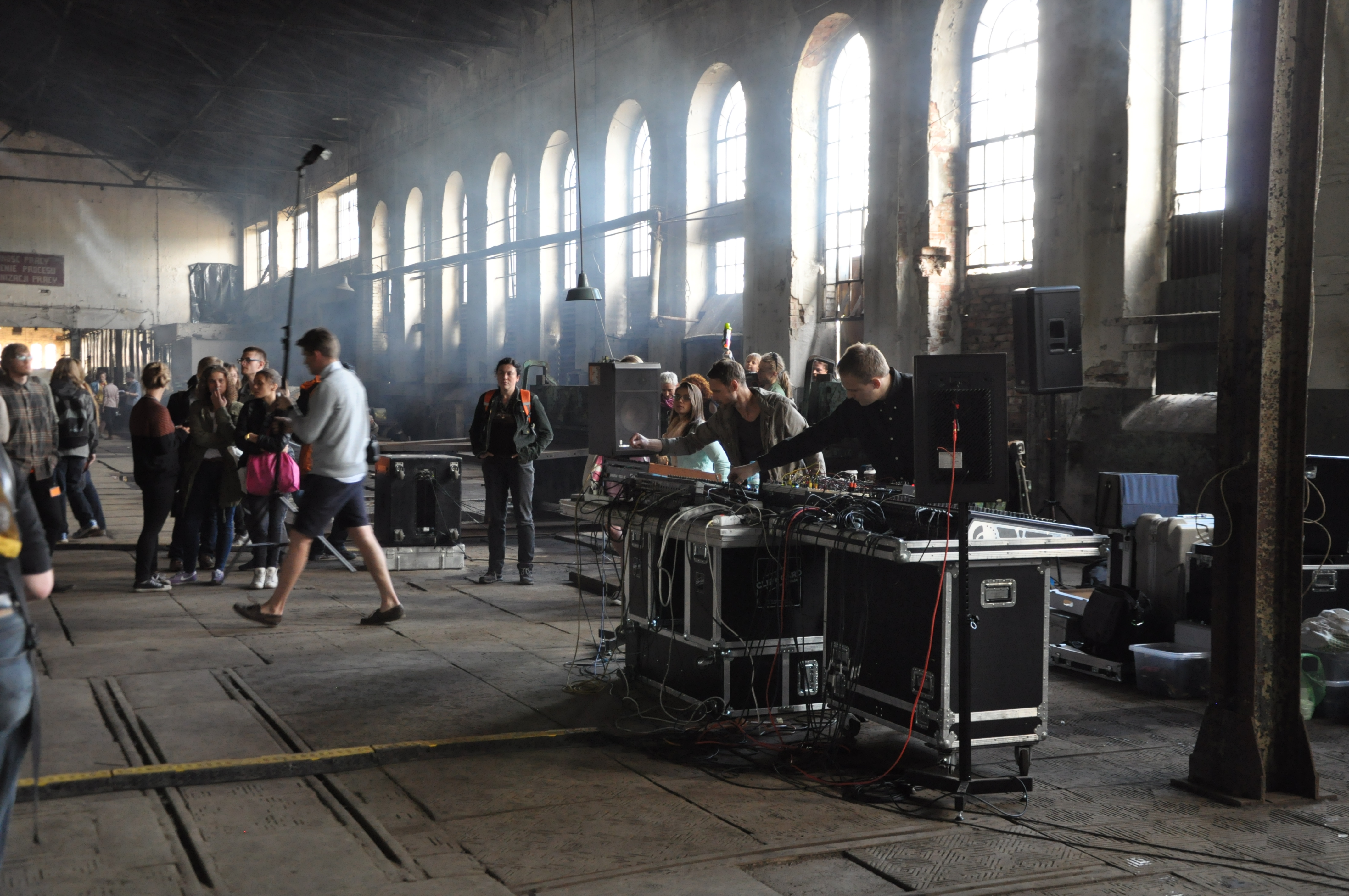
Industriada 2014
Koncert w walcowni cynku w Katowicach-Szopienicach

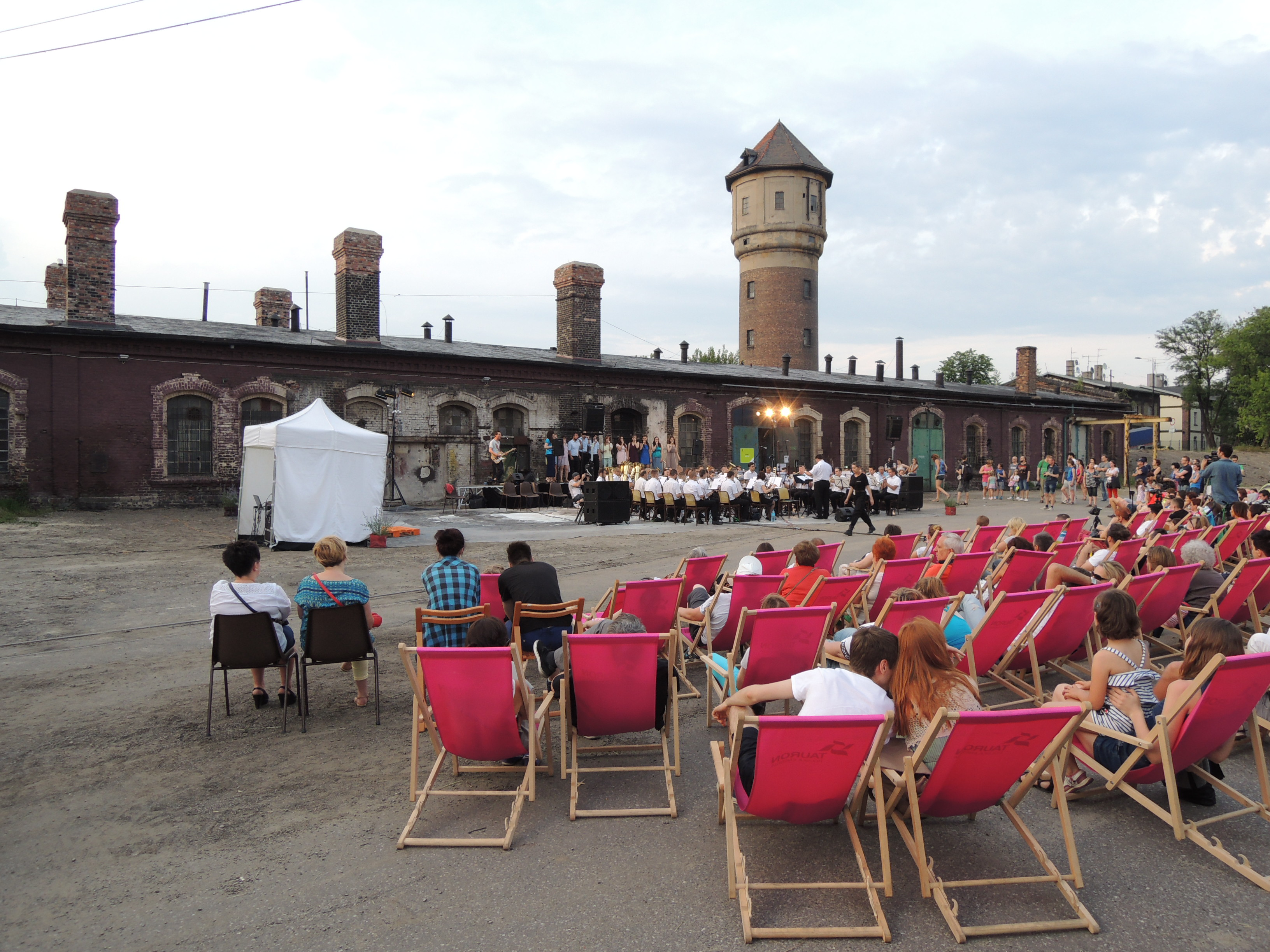
Industriada 2015
Koncert na terenie Muzeum Śląskiego

### Kreatura
27 marca 2012 Święto Szlaku Zabytków Techniki otrzymało nagrodę w prestiżowym konkursie kreatywnej reklamy w Polsce „KREATURA”. Do konkursu zgłoszonych zostało 107 prac w 12 kategoriach. Jury, w którym zasiadali eksperci i przedstawiciele międzynarodowej społeczności reklamowej, przyznało 33 nominacje i 17 nagród głównych – statuetek Kreatury. „Industriada” wyróżniona została w kategorii „event/ambient”.

### Welcome Festival
W dniach 24–25 czerwca 2013 na Stadionie Narodowym w Warszawie odbył się Welcome Festival – Pierwszy Międzynarodowy Festiwal Marketingu Miejsc. Zwieńczeniem wydarzenia była gala konkursu Welcome 2013, podczas której zostały wręczone Trójkąty Efektywności Briefu dla najlepszych projektów w dziedzinie budowania marek miejsc, prowadzonych zarówno przez samorządy, jak i lokalny biznes czy uczelnie.
Grand Prix, czyli najważniejsze wyróżnienie w konkursie otrzymał projekt Industriada 2012 – Święto Szlaku Zabytków Techniki Województwa Śląskiego – za najpełniejszą realizację idei Trójkąta Efektywności Briefu, skuteczne oraz kreatywne wykorzystanie przemysłowej tradycji województwa śląskiego do budowania sinej marki miejsca.
Drugie miejsce w głównej klasyfikacji przypadło zdobywcy Grand Prix, czyli Urzędowi Marszałkowskiemu Województwa Śląskiego. Za stworzenie Industriady, czyli unikatowego święta dziedzictwa przemysłowego, które przyczynia się do budowania silnej marki całego województwa śląskiego.

### Golden Arrow
27 czerwca 2013 odbyła się uroczysta gala VII edycji konkursu marketingu bezpośredniego Golden Arrow. W kategorii Experiential marketing – event marketing nagrodę Golden Arrow otrzymała agencja Business Consulting w Katowicach, która dla Urzędu Marszałkowskiego Województwa Śląskiego tworzyła pracę „Industriada 2012”.

### Certyfikat POT
18 października 2013 podczas targów turystycznych Tour Salon w Poznaniu odbyło się wręczenie certyfikatów Polskiej Organizacji Turystycznej dla najlepszych produktów turystycznych Polski w 2013 r. Jednym z 10 certyfikatów uhonorowano Industriadę. Uhonorowane Certyfikatem POT produkty zyskują wielokierunkową promocję realizowaną przez Polską Organizację Turystyczną w kraju i zagranicą oraz mają szansę pretendować do nagrody Złotego Certyfikatu POT w kolejnych latach. W 2008 r. Złoty Certyfikat Polskiej Organizacji Turystycznej zdobył Szlak Zabytków Techniki.

### Złoty Certyfikat POT
W XIV edycji Konkursu na Najlepszy Produkt Turystyczny Industriada otrzymała pierwszą nagrodę – Złoty Certyfikat Polskiej Organizacji Turystycznej w 2016 roku. Wyniki konkursu ogłoszono 17 lutego 2017 w Poznaniu.

## Pojęcia związane z Industriadą

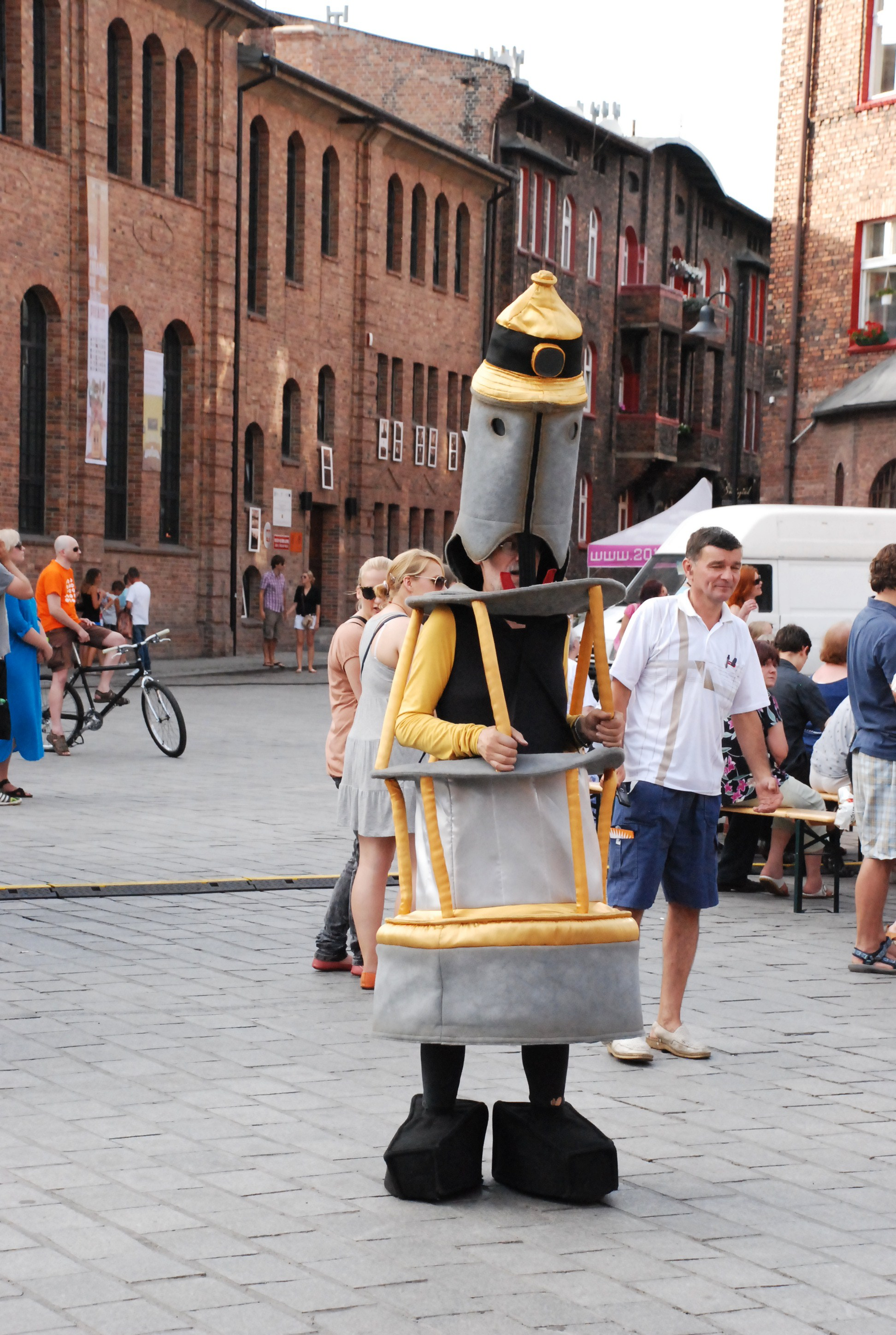
Zobot Wiercisław
Industriada 2010, Nikiszowiec

- Gwiazda techniki – wybrany obiekt Szlaku Zabytków Techniki, wyjątkowy pod względem wartości historycznych i zabytkowych oraz jednocześnie gwarantujący zwiedzającym najwyższą jakość i różnorodność usług[31]. Na szlaku jest sześć obiektów uznanych za gwiazdy techniki: Zabytkowa Kopalnia Srebra, Muzeum Tyskich Browarów Książęcych, Kopalnia Guido, Muzeum Browaru Żywiec, Sztolnia Królowa Luiza[32]
- Obiekt zaprzyjaźniony – zabytek przemysłu i techniki nie wpisany na szlak, biorący udział w Industriadzie. Obiekty zaprzyjaźnione wybierane są corocznie w wyniku konkursu ogłaszanego przez Zarząd Województwa Śląskiego. Zgodnie z Regulaminem Funkcjonowania „Szlaku Zabytków Techniki województwa śląskiego” jednym z warunków przystąpienia do szlaku jest wcześniejsze uczestnictwo w Industriadzie w charakterze obiektu zaprzyjaźnionego[33].
- Preindustriada – wydarzenia odbywające się tydzień przed świętem Szlaku Zabytków Techniki, zapowiadające i reklamujące Industriadę. Preindustriada odbywała się w Górnośląskim Parku Etnograficznym w Chorzowie (2014 i 2015) oraz w Skansenie „Zagroda Ziemi Pszczyńskiej” (2014r.)[13].
- Rozruch maszyn – wydarzenie lub cykl wydarzeń mające miejsce wieczorem, w dzień poprzedzający Industriadę. Po raz pierwszy Rozruch maszyn miał miejsce w 2015 r.
- Zoboty – roboty reklamujące Industriadę i będące jednocześnie przewodnikami po Szlaku Zabytków Techniki. Powstały w 2010 roku, na I edycję festiwalu. Zoboty posiadają swoje imiona, są to: Parochwał (związany z kolejnictwem), Buchmistrz (przedstawiający przemysł energetyczny), Gasimir (prezentujący pożarnictwo), Q-Felek (reklamujący piwowarstwo) oraz Wiercisław (związany z górnictwem)[34].